# Parascaris
Parascaris je rod škrkavkovitých hlístic parazitující ve střevě lichokopytníků. Nejvýznamnějším zástupcem rodu je druh Parascaris equorum, který cizopasí u koní, oslů a jejich kříženců, případně u zeber.

## Přehled druhů
- P. equorum
- P. univalens
- Parascaris sp.